# 勒格蘭德 (阿拉巴馬州)
勒格蘭德（英語：Le Grand）是一個位於美國阿拉巴馬州蒙哥馬利縣的非建制地區。該地的面積和人口皆未知。

## 地理
勒格蘭德的座標為31°57′57″N 86°17′04″W / 31.96583°N 86.28444°W，而該地的平均海拔高度為130米（即427英尺）。